# Don’t Take It Personal (Just One of Dem Days)
A Don't Take It Personal (Just One of Dem Days) Monica amerikai énekesnő első kislemeze első, Miss Thang című stúdióalbumáról. A dal részletet használ fel a The Detroit Emeralds You’re Getting a Little too Smart című számából.
Monica első kislemeze nagy sikert aratott; két hetet töltött a Billboard Hot R&B/Hip-Hop Songs slágerlista első helyén, második lett a Billboard Hot 100-on, és a top 10-be került Ausztráliában és Új-Zélandon. A Billboard „1995 legjobb Hot 100 slágerei” listáján a 9. helyre került.

## Számlista
CD maxi kislemez 1 (Egyesült Királyság)
12" maxi kislemez (USA)
1. Don’t Take It Personal (Just One of Dem Days) (Radio Edit) – 4:20
2. Don’t Take It Personal (Just One of Dem Days) (Album Version) – 4:17
3. Don’t Take It Personal (Just One of Dem Days) (Instrumental) – 3:58
4. Don’t Take It Personal (Just One of Dem Days) (A Cappella) – 4:40

CD maxi kislemez 2 (Egyesült Királyság)
1. Don’t Take It Personal (Just One of Dem Days) (Mainstream Mix) – 4:05
2. Don’t Take It Personal (Just One of Dem Days) (Dallas Austin Mix) – 3:50
3. Don’t Take It Personal (Just One of Dem Days) (Dallas Austin Mix with Rap) – 3:51
4. Don’t Take It Personal (Just One of Dem Days) (Biz Markie / KO Mix) – 5:20

CD maxi kislemez (Európa)
1. Don’t Take It Personal (Just One of Dem Days) (Mainstream Radio Version)
2. Don’t Take It Personal (Just One of Dem Days) (Radio Edit)
3. Don’t Take It Personal (Just One of Dem Days) (Album Version)
4. Don’t Take It Personal (Just One of Dem Days) (Instrumental)
5. Don’t Take It Personal (Just One of Dem Days) (A Cappella)

CD maxi kislemez (Egyesült Királyság)
1. Don’t Take It Personal (Just One of Dem Days) (Album Version)
2. Don’t Take It Personal (Just One of Dem Days) (Radio Edit)
3. Don’t Take It Personal (Just One of Dem Days) (Instrumental)

## Helyezések
| Slágerlista (1995)                    | Legmagasabb helyezés |
| ------------------------------------- | -------------------- |
| USA Billboard Hot 100                 | 2                    |
| USA Billboard Hot R&B Singles         | 1                    |
| USA Billboard Hot Dance Singles Sales | 2                    |
| USA Billboard Rhythmic Top 40         | 1                    |
| USA Billboard Top 40 Mainstream       | 23                   |
| Ausztrál ARIA kislemezlista           | 7                    |
| Brit kislemezlista                    | 32                   |
| Holland kislemezlista                 | 20                   |
| Új-zélandi RIANZ kislemezlista        | 5                    |